# 架空のものの一覧の一覧
架空のものの一覧の一覧（かくうのもののいちらんのいちらん）では、ウィキペディア日本語版に存在するフィクションに関する一覧をまとめている。
本記事中の各記事は、テーマ別に50音順（日本語読み）で羅列されているので留意されたい。

## 架空の人物一覧

### ゲームの登場人物

#### RPG
- アークライズファンタジアの登場キャラクター
- イナズマイレブンの登場人物
  - イナズマイレブンGOの登場人物
  - イナズマイレブン アレスの天秤/オリオンの刻印の登場人物
- 英雄伝説 軌跡シリーズの登場人物
- キングダム ハーツの登場キャラクター
- 幻想水滸伝シリーズのキャラクター一覧
- ゼノギアスの登場人物
- ゼノサーガの登場人物一覧
- 対魔忍RPGの登場人物一覧
- テイルズ オブ デスティニーの登場キャラクター
- .hackシリーズの登場人物
- ファイナルファンタジーVIIの登場人物
- Fate/Grand Orderの登場キャラクター
- ポケットモンスター 赤・緑の登場人物
- ポケットモンスター 金・銀の登場人物
- ポケットモンスター ルビー・サファイアの登場人物
- ポケットモンスター ダイヤモンド・パールの登場人物
- ポケットモンスター ブラック・ホワイトの登場人物
- 妖怪ウォッチの登場キャラクター
  - 妖怪ウォッチの派生作品の登場キャラクター

オンラインRPG
- ドラゴンクエストXの登場キャラクター
- ファイナルファンタジーXIの登場人物
- ファンタシースターユニバースの登場人物一覧
- ラグナロクオンラインの登場キャラクター

#### アクションゲーム
- 悪魔城ドラキュラシリーズの登場人物
- 戦国BASARAの登場人物
- ソニックシリーズに登場するキャラクターの一覧
- ディシディア ファイナルファンタジーシリーズの登場人物
- 星のカービィシリーズの登場キャラクター一覧

音楽ゲーム
- 太鼓の達人の登場人物一覧
- pop'n musicの登場キャラクター

対戦型格闘ゲーム
- ザ・キング・オブ・ファイターズの登場人物
- ソウルシリーズの登場人物
- 大乱闘スマッシュブラザーズシリーズの登場キャラクター
- 鉄拳の登場人物
- 電脳戦機バーチャロンシリーズの登場キャラクター
- バーチャファイターの登場人物
- モータルコンバットの登場人物

#### アドベンチャーゲーム
- 処女はお姉さまに恋してるの登場人物
- 逆転検事の登場人物の一覧
- グリザイアシリーズの登場人物
- 恋姫†無双シリーズの登場人物
- コープスパーティーの登場人物
- サイレントヒルのキャラクター
- SHUFFLE!シリーズの登場人物
- STEINS;GATEの登場人物
- 神曲奏界ポリフォニカの登場人物
- Deep-Blueシリーズの登場人物
- 真剣で私に恋しなさい!の登場人物
- マブラヴシリーズの登場人物

サウンドノベル（ビジュアルノベル）
- うみねこのなく頃にの登場人物
- ひぐらしのなく頃にの登場人物

アクションアドベンチャー
- 龍が如くシリーズの登場人物

#### シミュレーションゲーム
- アイドルマスターの登場人物
  - アイドルマスター SideMの登場人物
  - アイドルマスター シンデレラガールズの登場人物
  - アイドルマスター ミリオンライブ!の登場人物

恋愛シミュレーション
- ときめきメモリアルの登場人物

シミュレーションRPG
- 戦場のヴァルキュリアシリーズの登場人物
- タクティクスオウガの登場人物
- ファイアーエムブレムの登場人物 (アカネイア大陸)
- ファイアーエムブレムの登場人物 (テリウス大陸)
- ファイナルファンタジータクティクスの登場人物
- ブルーアーカイブ -Blue Archive-の登場キャラクター
- フロントミッションシリーズの登場人物

#### カードゲーム
- アイカツ!の登場人物一覧
- 大怪獣バトルの登場キャラクター
- ディズニー ツイステッドワンダーランドの登場キャラクター
- プリティーリズムの登場人物[注釈 1]
  - プリティーリズムのプレイヤーキャラクター

#### シューティングゲーム
- エーペックスレジェンズの登場キャラクター

#### スポーツ
- ファイヤープロレスリングの登場レスラー

#### その他のジャンル
- クイズマジックアカデミーの登場人物
- 主八界の人物（F.E.A.R.製TRPGおよび読者参加型ゲームの登場人物）
- 探偵オペラ ミルキィホームズの登場人物
- どうぶつの森の登場キャラクター一覧
- ドラゴンボールのゲームオリジナルの登場人物
- バンプレストオリジナルのキャラクター一覧（スーパーロボット大戦シリーズ他）
  - 魔装機神シリーズの登場人物
- 魔導物語及びぷよぷよシリーズの登場人物
  - ぷよぷよ!!クエストの登場人物
  - ぷよぷよシリーズの登場人物 (フィーバー以降)
- 桃太郎電鉄シリーズの登場人物
- Ranceシリーズの登場人物
- レッスルエンジェルスの登場レスラー

### 小説・文学・書籍の登場人物

#### 日本の小説・文学・書籍
- 鬼平犯科帳の登場人物
- 大水滸シリーズの登場人物
- 機動戦士ガンダム 戦略戦術大図鑑の登場人物
- 源氏物語の登場人物
- 幻魔大戦シリーズの登場人物一覧
- JDCシリーズの登場人物
- 仕掛人・藤枝梅安の登場人物
- 白い巨塔の登場人物
- 南総里見八犬伝の登場人物
- バトル・ロワイアルの登場人物

##### ライトノベル
角川スニーカー文庫の作品
- ガイア・ギアの登場人物
- 涼宮ハルヒシリーズの登場人物
- ロードス島戦記の登場人物

角川ビーンズ文庫の作品
- 彩雲国物語の登場人物

富士見ファンタジア文庫の作品
- スレイヤーズの登場人物
- ハイスクールD×Dの登場人物
- フルメタル・パニック!の登場人物

電撃文庫の作品
- アクセル・ワールドの登場人物
- いぬかみっ!の登場人物
- 俺の妹がこんなに可愛いわけがないの登場人物
- 境界線上のホライゾンの登場人物
- 灼眼のシャナの登場人物
- ソードアート・オンラインの登場人物
- とある魔術の禁書目録の登場人物
- ブギーポップシリーズの登場人物

その他のライトノベル作品
- お嬢さまシリーズの登場キャラクター
- 銀河英雄伝説の登場人物
- 十二国記の登場人物
- 星界シリーズの登場人物
- ゼロの使い魔の登場人物
- タイタニアの登場人物
- マリア様がみてるの登場人物
- ようこそ実力至上主義の教室への登場人物

#### 海外の小説・文学
- 宇宙英雄ペリー・ローダンの登場人物
- 氷と炎の歌の登場人物
  - 氷と炎の歌の諸名家
- 西遊記の登場人物一覧
- 三国志演義の人物の一覧
- ターザン・シリーズの登場人物と用語
- ドラゴンラージャの登場人物一覧
- ドリトル先生シリーズの登場キャラクター
- 中つ国の人物一覧（J・R・R・トールキンの中つ国の伝説大系）
- ナルニア国ものがたりに登場する人物一覧
- ハリー・ポッターシリーズの登場人物
- 不思議の国のアリスのキャラクター
  - 鏡の国のアリスのキャラクター
- ベルガリアード物語シリーズの登場人物
- 封神演義の登場人物一覧
- ムーミンの登場人物
- ラーマーヤナの登場人物一覧

### 漫画の登場人物

#### 少年漫画
週刊少年マガジンの作品
- あしたのジョーの登場人物
- エア・ギアの登場人物
- 巨人の星の登場人物一覧
- 金田一少年の事件簿の登場人物
- GetBackers-奪還屋-の登場人物
- コータローまかりとおる!の登場人物

- さよなら絶望先生の登場人物
- スクールランブルの登場人物
- 探偵学園Qの登場人物
- ツバサ-RESERVoir CHRoNiCLE-の登場人物
- ツバサ-RESERVoir CHRoNiCLE-のメインキャラクター

- はじめの一歩の登場人物
- FAIRY TAILの登場人物
- 魔法先生ネギま!の登場人物
- ミスター味っ子の登場人物
- RAVEの登場人物

週刊少年サンデーの作品
- ARMSの登場人物
- 犬夜叉の登場人物
- うえきの法則の登場人物
- うしおととらの登場キャラクター一覧
- うる星やつらの登場人物
- H2の登場人物
- 神のみぞ知るセカイの登場人物
- からくりサーカスの登場人物

- 機動警察パトレイバーの登場人物
- 結界師の登場人物
- 金色のガッシュ!!の登場人物
- GS美神 極楽大作戦!!の登場人物
- 史上最強の弟子ケンイチの登場人物
- じゃじゃ馬グルーミン★UP!の登場人物
- 絶対可憐チルドレンの登場人物
- タッチの登場人物

- ハヤテのごとく!の登場人物
- マギの登場人物
- 名探偵コナンの登場人物
- MAJORの登場人物
- MÄRの登場人物
- 焼きたて!!ジャぱんの登場人物
- らんま1/2の登場人物

週刊少年ジャンプの作品
- アイシールド21の登場人物
- 家庭教師ヒットマンREBORN!の登場人物
- 奇面組シリーズの登場人物一覧
- キャプテン翼の登場人物
- 銀魂の登場人物一覧
- キン肉マンの登場人物
- こちら葛飾区亀有公園前派出所の登場人物
- コブラの登場人物
- 魁!!男塾の登場人物
- 地獄先生ぬ〜べ〜の登場人物
- シャーマンキングの登場人物
- SKET DANCEの登場人物
- SLAM DUNKの登場人物
- 聖闘士星矢の登場人物
- 太臓もて王サーガの登場人物
- D.Gray-manの登場人物

- DEATH NOTEの登場人物
- テニスの王子様の登場人物
- 東大一直線と東大快進撃の登場人物
- Dr.スランプの登場人物
- とっても! ラッキーマンの登場人物
- DRAGON QUEST -ダイの大冒険- の登場人物
- ドラゴンボールの登場人物
- To LOVEる -とらぶる-の登場人物
- トリコの登場人物
- NARUTO -ナルト-の登場人物
- 忍空の登場キャラクター一覧
- ぬらりひょんの孫の登場人物
- バクマン。の登場人物
- はだしのゲンの登場人物
- 花の慶次 〜雲のかなたに〜の登場人物

- HUNTER×HUNTERの登場人物
- 武装錬金の登場人物
- BLACK CATの登場人物
- BLEACHの登場人物
- べるぜバブの登場人物
- 北斗の拳の登場人物一覧
- ボボボーボ・ボーボボの登場キャラクター
- 魔人探偵脳噛ネウロの登場人物
- Mr.FULLSWINGの登場人物
- メゾン・ド・ペンギンの登場人物
- めだかボックスの登場人物
- 遊☆戯☆王の登場人物
- 幽☆遊☆白書の登場人物一覧
- るろうに剣心 -明治剣客浪漫譚-の登場人物一覧
- ONE PIECEの登場人物一覧

週刊少年チャンピオンの作品
- 浦安鉄筋家族の登場人物
- 聖闘士星矢 THE LOST CANVAS 冥王神話の登場人物
- 聖闘士星矢 NEXT DIMENSION 冥王神話の登場人物
- ドカベンの登場人物
- バキシリーズの登場人物
- ブラック・ジャックの登場人物
- 舞-乙HiME (漫画)の登場人物

月刊少年ジャンプ/ジャンプスクエアの作品
- ギャグマンガ日和の登場キャラクター
- CLAYMOREの登場人物
- 冒険王ビィトの登場人物
- ロザリオとバンパイアの登場キャラクター

月刊少年ガンガンの作品
- 666〜サタン〜の登場人物
- スパイラル 〜推理の絆〜の登場人物
- 突撃!パッパラ隊の登場人物
- ながされて藍蘭島の登場人物
- 南国少年パプワくん/PAPUWAの登場人物
- 忍ペンまん丸の登場人物
- ハーメルンのバイオリン弾きの登場人物
- 鋼の錬金術師の登場人物一覧
- マテリアル・パズルの登場人物一覧
- 魔法陣グルグルの登場人物

コロコロコミックの作品
- おぼっちゃまくんの登場人物一覧
- かっとばせ!キヨハラくんの登場人物
- スーパーマリオくんの登場キャラクター
- 爆走兄弟レッツ&ゴー!!の登場人物
- 星のカービィ デデデでプププなものがたりの登場キャラクター
- メタルファイト ベイブレードの登場人物

月刊Gファンタジーの作品
- 黒執事の登場人物
- 最遊記の登場人物一覧
- ぱにぽにの登場人物

#### 少女漫画
ちゃおの作品
- きらりん☆レボリューションの登場キャラクター
- 少女革命ウテナの登場人物
- ミルモでポン!の登場人物一覧

なかよしの作品
- カードキャプターさくらの登場人物
- しゅごキャラ!の登場人物
- 美少女戦士セーラームーンの登場人物
- ぴちぴちピッチの登場人物

その他の作品
- 赤ずきんチャチャの登場人物
- ちびまる子ちゃんの登場人物
- NANAの登場人物
- のだめカンタービレの登場人物
- BASARAの登場人物
- パタリロ!の登場人物一覧
- 花のあすか組!の登場人物
- フルーツバスケットの登場人物
- 花より男子の登場人物

#### 青年漫画
月刊アフタヌーンの作品
- ああっ女神さまっの登場人物
- おおきく振りかぶっての登場人物
- 無限の住人の登場人物

ビッグコミックスピリッツの作品
- 美味しんぼの登場人物
- 最終兵器彼女の登場人物
- 20世紀少年の登場人物

モーニングの作品
- クッキングパパの登場人物
- 島耕作シリーズの登場人物
- ジパングの登場人物

週刊ヤングマガジンの作品
- 頭文字Dの登場人物
- エリートヤンキー三郎の登場人物
- カイジシリーズの登場人物
- 彼岸島の登場人物

#### その他の漫画作品
- あたしンちの登場人物
- あぶさんの登場人物
- ARIAの登場人物
- 甘い生活の登場人物
- 一騎当千の登場人物
- 宇宙海賊キャプテンハーロックの登場人物
- エリア88の登場人物
- 怪物くんの登場キャラクター
- GANTZの登場人物
- キテレツ大百科の登場人物
- 銀河鉄道物語の登場人物
- キン肉マンII世の登場人物
- クレヨンしんちゃんの登場人物一覧
- けいおん!の登場人物
- ゲゲゲの鬼太郎の登場キャラクター
- ケロロ軍曹の登場人物一覧
- ゴルゴ13の登場人物

- サイボーグクロちゃんの登場人物
- サイボーグ009の登場人物
- 咲-Saki-の登場人物
- サザエさんの登場人物
- 三丁目の夕日の登場人物
- 少年アシベの登場人物
- ジンキシリーズの登場人物
- 進撃の巨人の登場人物
- 瀬戸の花嫁の登場人物
- ZERO (やまざき貴子の漫画)の登場人物
- 太陽の黙示録の登場人物
- 手塚漫画のキャラクター一覧
- デトロイト・メタル・シティの登場人物
- ドラえもんの登場人物一覧
- 墓場鬼太郎の登場人物
- はやて×ブレードの登場キャラクター
- パンプキン・シザーズの登場人物

- BAMBOO BLADEの登場人物
- ファイブスター物語の登場人物
- ベルセルクの登場人物
- ぼくらのの登場人物
- ポケットモンスターSPECIALの登場人物
  - 悪の組織・勢力 (ポケットモンスターSPECIAL)
- ぼのぼのの登場人物
- ポポロクロイス物語の登場人物
- マップスの登場人物
- まほろまてぃっくの登場人物
- マンガ 嫌韓流・嫌中国流の登場人物
- みなぎ得一作品の登場人物
- MOONLIGHT MILEの登場人物
- もやしもんの登場キャラクター
- らき☆すたの登場人物
- 落第忍者乱太郎の登場人物
- ローゼンメイデンの登場人物一覧

#### 絵本
- アンパンマンの登場人物一覧
- きかんしゃトーマス・汽車のえほんの登場キャラクター

### アニメの登場人物
- 宇宙戦艦ヤマトシリーズの登場人物一覧
- おジャ魔女どれみの登場人物
- おじゃる丸の登場人物一覧
- おとぎ銃士 赤ずきんの登場人物
- カードファイト!! ヴァンガードの登場人物
- 機動戦艦ナデシコの登場人物
- 攻殻機動隊 S.A.C.シリーズの登場人物
- コードギアスシリーズの登場人物
- サウスパークの登場人物
- ザ・シンプソンズの登場人物
- 地獄少女の登場人物
- ジャイアントロボ THE ANIMATION -地球が静止する日の登場人物
- 新世紀エヴァンゲリオンの登場人物
- スキージャンプペアシリーズの登場キャラ一覧
- ストライクウィッチーズの登場人物
- スポンジ・ボブの登場キャラクター一覧
- 聖闘士星矢Ω登場人物一覧
- 戦闘メカ ザブングルの登場人物
- 蒼穹のファフナーシリーズの登場人物
- ダイバージェンス・イヴの登場人物
- 太陽の牙ダグラムの登場人物
- 出ましたっ!パワパフガールズZの登場人物
- 天元突破グレンラガンの登場人物
- 伝説巨神イデオンの登場人物
- 天地無用!シリーズの登場人物
- トイ・ストーリーシリーズの登場人物一覧
- とっとこハム太郎の登場人物
- ドラゴンボールのアニメオリジナルの登場人物
- トランスフォーマー アニメイテッドのキャラクター一覧
- 覇王大系リューナイトの登場人物
- 鋼の錬金術師の登場人物一覧 (アニメ)
- BanG Dream!の登場人物
- フィニアスとファーブのキャラクター
- ふしぎ星の☆ふたご姫(Gyu!)のキャラクター一覧
- BLOOD+の登場人物
- アニメ版ポケットモンスターの登場人物
- アニメ版星のカービィの登場キャラクター
- 魔神英雄伝ワタルシリーズの登場人物
- 魔法少女リリカルなのはシリーズの登場人物
- 勇者王ガオガイガーシリーズの登場人物

#### 複数項目があるシリーズ作品
おねがいマイメロディシリーズ
- おねがいマイメロディの登場キャラクター・人間界の人々
- おねがいマイメロディの登場キャラクター・マリーランドの人々

ディズニーシリーズ
- ディズニーキャラクターの一覧
- ディズニー版くまのプーさんのキャラクター一覧

ガンダムシリーズ
- ガンダムシリーズの登場人物一覧
- ニュータイプ・強化人間の一覧
- 機動戦士ガンダムの登場人物 地球連邦軍
- 機動戦士ガンダムの登場人物 ジオン公国軍 (あ行-さ行)
  - 機動戦士ガンダムの登場人物 ジオン公国軍 (た行-わ行)
- 機動戦士ガンダムの登場人物 民間人
- 機動戦士ガンダム MS IGLOOの登場人物
- 機動戦士ガンダム MSイグルー2 重力戦線の登場人物
- 機動戦士ガンダム 第08MS小隊の登場人物
- 機動戦士ガンダム0080 ポケットの中の戦争の登場人物
- 機動戦士ガンダム0083 STARDUST MEMORYの登場人物
- 機動戦士Ζガンダムの登場人物

- 機動戦士ガンダムΖΖの登場人物
- 機動戦士ガンダム 逆襲のシャアの登場人物
- 機動戦士Vガンダムの登場人物
- 機動武闘伝Gガンダムの登場人物
- 新機動戦記ガンダムWの登場人物
- 機動新世紀ガンダムXの登場人物
- ∀ガンダムの登場人物
- 機動戦士ガンダムSEEDの登場人物
- 機動戦士ガンダムSEED DESTINYの登場人物
- 機動戦士ガンダム00の登場人物
- 機動戦士ガンダムAGEの登場人物
- SDガンダムフォースの登場人物

デジタルモンスター
- デジモンアドベンチャーの登場キャラクター
- デジモンアドベンチャー02の登場キャラクター
- デジモンセイバーズの登場キャラクター
- デジモンクロスウォーズの登場人物・世界

舞-HiMEプロジェクト
- 舞-HiMEの登場人物
- 舞-乙HiMEの登場人物

マクロスシリーズ
- 超時空要塞マクロスの登場人物一覧
- マクロス7の登場人物一覧
- マクロスFの登場人物

遊☆戯☆王アニメ版シリーズ
- 遊☆戯☆王の登場人物 (アニメオリジナル)
- 遊☆戯☆王デュエルモンスターズGXの登場人物
- 遊☆戯☆王5D'sの登場人物

ルパン三世シリーズ
- ルパン三世 (TV第1シリーズ)の登場人物
- ルパン三世 (TV第2シリーズ)の登場人物
- ルパン三世 PARTIIIの登場人物

魔法少女まどか☆マギカ
- 魔法少女まどか☆マギカのキャラクター一覧
- マギアレコード 魔法少女まどか☆マギカ外伝のキャラクター一覧

### 実写作品の登場人物

#### 特撮番組の登場人物
- ウルトラマン一覧
- 仮面ライダーシリーズ登場怪人一覧
  - 仮面ライダー555の登場キャラクター
  - 仮面ライダー剣の登場キャラクター
  - 仮面ライダーカブトの登場キャラクター
  - 仮面ライダー電王の登場キャラクター
  - 仮面ライダーキバの登場キャラクター
  - 仮面ライダーWの登場キャラクター

- スーパー戦隊シリーズ登場戦士一覧
- スーパー戦隊シリーズ登場敵対勢力一覧
  - 特捜戦隊デカレンジャーの登場人物
  - 魔法戦隊マジレンジャーの登場人物
  - 轟轟戦隊ボウケンジャーの登場人物
  - 獣拳戦隊ゲキレンジャーの登場人物
  - 炎神戦隊ゴーオンジャーの登場人物
  - 侍戦隊シンケンジャーの登場人物

#### 連続テレビドラマの登場人物
- 相棒の登場人物
- あぶない刑事の登場人物
- あまちゃんの登場人物
- アメリカン・ホラー・ストーリーの登場人物
- 大岡越前 (ナショナル劇場) の登場人物
- 踊る大捜査線シリーズの登場人物一覧
- おみやさんの登場人物
- 科捜研の女の登場人物
- 救命病棟24時の登場人物
- 京都地検の女の登場人物
- 京都迷宮案内の登場人物
- 刑事コロンボの犯人
- 警視庁捜査一課9係の登場人物
- ケータイ刑事 銭形シリーズの登場人物
- ゲーム・オブ・スローンズの登場人物
- 日本テレビ版西遊記シリーズの登場人物
- さすらい刑事旅情編の登場人物
- ザ・ホワイトハウスの登場人物一覧
- ザ・ミドル 〜中流家族のフツーの幸せの登場人物
- 3年B組金八先生の生徒一覧
- 時効警察の登場人物
- ショムニの登場人物
- スーパーナチュラルのキャラクター
- SPECシリーズの登場人物
- 西部警察の登場人物
- 太祖王建の登場人物
- 24 -TWENTY FOUR- の登場人物
- 独眼竜政宗の登場人物
- トリックの登場人物
- ナースのお仕事の登場人物
- パナソニック ドラマシアター 水戸黄門の登場人物一覧
- はみだし刑事情熱系の登場人物
- HEROESの登場人物
- プリズン・ブレイクの登場人物
- プリンプリン物語の訪問地とゲストキャラクター
- 古畑任三郎の登場人物
- LOSTの登場人物
- 渡る世間は鬼ばかりの登場人物
- ワンス・アポン・ア・タイムのキャラクター

#### 2時間ドラマ・オリジナルビデオ(Vシネマ)の登場人物
- 京都殺人案内の登場人物
- 十津川警部シリーズ (渡瀬恒彦)の登場人物
- 西村京太郎トラベルミステリーの登場人物
- 法医学教室の事件ファイルの登場人物
- ほんとにあった! 呪いのビデオの登場人物

#### 映画の登場人物
- 猿の惑星シリーズの登場人物
- スター・ウォーズの登場人物一覧
- ターミネーターの登場人物
- パイレーツ・オブ・カリビアンの登場人物
- バック・トゥ・ザ・フューチャーシリーズの登場人物
- マトリックスの登場人物一覧

### その他の登場人物
ガンダムシリーズ（模型誌の企画など）
- 機動戦士ガンダムSEED ASTRAYシリーズの登場人物
- MSV（モビルスーツバリエーション）シリーズの登場人物

電撃G's magazineの読者参加企画
- シスター・プリンセスの登場人物
- Strawberry Panic!の登場人物
- 双恋の登場人物
- マリッジロワイヤルの登場人物

バラエティ番組
- 仮面ノリダーの登場人物
- Saku sakuの出演者、登場キャラクター
- SMAP×SMAPのコント・キャラクター

その他
- 男の娘キャラクターの一覧
- セサミストリートに登場するマペット
- ゾイドバトルストーリーの登場人物
- ニホンちゃんの登場人物
- ニュースウオッチ9天気予報キャラクター一覧
- プロジェクトセカイの登場人物
- VOCALOIDの派生キャラクター
- マペットキャラクター

### ローカルヒーロー
ローカルヒーロー/ご当地ヒーロー（日本各地のヒーロー）
- 北海道のローカルヒーロー一覧
- 東北地方のローカルヒーロー一覧
- 関東地方のローカルヒーロー一覧
- 中部地方のローカルヒーロー一覧
- 近畿地方のローカルヒーロー一覧
- 中国地方のローカルヒーロー一覧
- 四国地方のローカルヒーロー一覧
- 九州地方のローカルヒーロー一覧
- 沖縄県のローカルヒーロー一覧

### 企業・スポーツ・商品等のキャラクター
- サンリオキャラクター
- 鉄道むすめの登場人物[注釈 2]
- マスコットキャラクター一覧
  - 神奈川県のマスコットキャラクター一覧
  - 官公庁のマスコットキャラクター一覧
  - 大阪府のマスコットキャラクター一覧
  - オリンピック・マスコットの一覧
  - テレビ局のマスコットキャラクター
  - スポーツのマスコットキャラクター一覧
  - パラリンピック・マスコットの一覧
  - 万博マスコット

## 架空の生物

### 架空の生物・植物
- 架空の植物一覧
- ウォーリアーズの登場猫一覧
- 宇宙英雄ペリー・ローダンの登場種族一覧
- 陰陽大戦記の式神一覧
- じゃじゃ馬グルーミン★UP!の登場馬
- スタートレックに登場した異星人の一覧
- デジモン一覧
- ドクター・フーのモンスター
- ドラゴンクエストのモンスター一覧
- 中つ国の種族・人種
- パズドラZのモンスター一覧
- ハリー・ポッターシリーズの魔法生物一覧
- ピクミンシリーズの原生生物一覧
- ファイナルファンタジーシリーズの召喚獣
- ファンタシースターシリーズの種族
- ファンタスティック・ビーストシリーズの魔法動物一覧
- フォーセリアの精霊一覧
- ポケモン一覧
- モンスターハンターのモンスター一覧
- モンスターファームのモンスター一覧

ドゥーガル・ディクソンの著作
- アフターマンの生物一覧
- グリーンワールドの生物一覧
- 新恐竜の生物一覧
- フューチャー・イズ・ワイルドの生物一覧
- マンアフターマンの生物一覧

### 怪獣
- 怪獣の一覧
- 円谷怪獣一覧
- ウルトラ怪獣一覧
  - ウルトラQの登場怪獣
  - ウルトラマンの登場怪獣
  - ウルトラセブンの登場怪獣
  - 帰ってきたウルトラマンの登場怪獣
  - ウルトラマンAの登場怪獣
  - ウルトラマンタロウの登場怪獣
  - ウルトラマンレオの登場怪獣
  - ザ☆ウルトラマンの登場怪獣
  - ウルトラマン80の登場怪獣
  - ウルトラマンティガの登場怪獣
  - ウルトラマンダイナの登場怪獣
  - ウルトラマンガイアの登場怪獣
  - ウルトラマンコスモスの登場怪獣
  - ウルトラQ dark fantasyの登場怪獣
  - スペースビースト
  - ウルトラマンマックスの登場怪獣
  - ウルトラマンメビウスの登場怪獣

## 架空の装置・兵器

### 架空のアイテム
架空の道具
- 悪魔の実（ONE PIECE）
- アンパンマンの道具一覧
- クトゥルフ神話のアイテム
- クロウカード、クリアカード（カードキャプターさくら）
- ゴセイカード（天装戦隊ゴセイジャー）
- パワードスーツの登場するサイエンス・フィクション一覧
- マーベル・シネマティック・ユニバースの登場アイテム・テクノロジー一覧
- ライダーカード（仮面ライダーディケイド関連シリーズ）

架空の武器
- ÄRM（MÄR）

### 架空のメカニック
架空の装置等
- スター・ウォーズの登場テクノロジー一覧
- キテレツ大百科の発明道具
- ドラゴンボールの道具
- 爆走兄弟レッツ&ゴー!!の登場マシン
- ひみつ道具一覧 (あ-そ)（ドラえもん、ドラえもんの派生作品）
  - ひみつ道具一覧 (た-わ)

架空の乗り物
- 仮面ライダーの乗用マシン一覧
- スタートレックに登場した宇宙船のクラス一覧
- スターゲイトシリーズに登場する宇宙船の一覧
- ボンドカーの一覧（007）
- パイレーツ・オブ・カリビアンの艦船
- MOONLIGHT MILEの登場メカ

#### 架空の兵器（宇宙戦艦、ロボット兵器等）
- ウォーカーマシン（戦闘メカ ザブングル）
- 宇宙英雄ペリー・ローダンの架空の兵器一覧
- 宇宙戦艦ヤマトシリーズの登場艦船一覧
- 宇宙戦艦ヤマトシリーズの陸上兵器・地上部隊
- 宇宙世紀の登場機動兵器一覧
- ウルトラシリーズ登場兵器一覧
- エリア88の登場兵器一覧
- オーラマシン（聖戦士ダンバイン）
- カスタムロボのロボ、パーツ一覧
- ガンダムシリーズの登場機動兵器一覧
  - ガンダムシリーズの登場艦船及びその他の兵器一覧
- 機甲兵（機甲界ガリアン）
- 機動警察パトレイバーの登場メカ
- 機動戦艦ナデシコの登場兵器
- 機動戦士ガンダムUCの登場兵器
- 銀河英雄伝説の登場艦船
- 銀河鉄道物語の戦闘列車
- 機動戦士クロスボーン・ガンダムの登場兵器
- コードギアスシリーズの機動兵器一覧
- 轟轟戦隊ボウケンジャーの装備・戦力
- コンバットアーマー（太陽の牙ダグラム）
- サクラ大戦シリーズのメカニック
- ジンキシリーズの登場兵器
- 新世紀エヴァンゲリオンの登場兵器一覧
- スーパー戦隊シリーズ登場戦力一覧
- スター・ウォーズの登場兵器一覧
- ストライクウィッチーズシリーズの登場兵器
- ゼノギアスのギア及び機械兵器の一覧
- ゾイド一覧
  - ゾイドワイルドのゾイド一覧
- 超時空要塞マクロスの登場メカ一覧
- 鉄人28号の登場ロボット
- 天元突破グレンラガンの登場兵器
- 伝説巨神イデオンの登場兵器
- 東宝特撮映画の登場兵器
  - メーサー兵器
- 特捜戦隊デカレンジャーの装備・戦力
- バーチャロイドの一覧（電脳戦機バーチャロンシリーズ）
- バイキンメカ（アンパンマン）
- バスターマシン（トップをねらえ!）
- パワーローダー (パワードール)
- バンプレストオリジナルの機動兵器一覧（スーパーロボット大戦シリーズ他）
  - 魔装機神シリーズの登場兵器
- ファイブスター物語の登場兵器（モーターヘッド、ゴティックメードも参照）
- 武装神姫の一覧
- フルメタル・パニック!の登場兵器
- 未来世紀の兵器
- マシーネンクリーガーの登場兵器
- メタルアーマー（機甲戦記ドラグナー）
- メタルギア（メタルギアシリーズ）
- メダロット一覧
- 勇者王ガオガイガーシリーズの登場メカ
- ラウンドバーニアン（銀河漂流バイファム）

## 架空の施設・団体
- アフターウォーの勢力（機動新世紀ガンダムX）
- アフターコロニーの勢力（新機動戦記ガンダムW）
- SDガンダムフォースの登場勢力
- 機動戦艦ナデシコの登場組織
- ギャラクシーエンジェルの勢力・組織
- 銀河英雄伝説の登場勢力
- コズミック・イラの勢力（機動戦士ガンダムSEEDシリーズ）
- スター・ウォーズの登場組織一覧
- スタートレックに登場する勢力
- ∀ガンダムの登場勢力
- ハウス・オブ・マウスのスポンサー

## 架空の地理・天体
架空の世界・国家・地名
- アルダの国々
- 銀河英雄伝説の舞台
- グイン・サーガの世界観
- クトゥルフ神話の土地
- 氷と炎の歌の世界
- ストレンジリアル
- ドラゴンボールの地理
- 中つ国の河川
- ハリー・ポッターシリーズの地理
- ONE PIECEの地理

架空の天体
- 宇宙英雄ペリー・ローダンの登場天体一覧
- 宇宙戦艦ヤマトシリーズの天体
- 銀河鉄道999の停車駅
- クトゥルフ神話の星々
- スター・ウォーズの惑星一覧
- スタートレックに登場した惑星の一覧
- 星界シリーズの惑星一覧

## 架空の能力・技
架空の技
- キン肉マンの技一覧
- 獣拳戦隊ゲキレンジャーに登場する装備と技の一覧
- 史上最強の弟子ケンイチ 技の一覧
- スタンド (ジョジョの奇妙な冒険)
- ドラゴンクエストシリーズの特技一覧
- DRAGON QUEST -ダイの大冒険- の呪文・技
- ドラゴンボールの技一覧
- 北斗の拳の技一覧（北斗神拳・北斗琉拳など関連項目も参照）

架空の魔術
- ドラゴンクエストシリーズの呪文体系
- ハリー・ポッターシリーズの魔法一覧
- 魔法戦隊マジレンジャーの魔法一覧（魔法戦隊マジレンジャー）

## 架空の文化
職業
- ファイナルファンタジータクティクスに登場するジョブ

## 架空の用語
- キャプテン翼の用語一覧
- 銀河英雄伝説の用語
- 攻殻機動隊シリーズの用語一覧
- 氷と炎の歌の用語集
- 刻命館シリーズの罠一覧
- 彩雲国物語の用語
- 終末のハーレムの用語
- STEINS;GATEの用語一覧
- 新世紀エヴァンゲリオンの用語一覧
- スター・ウォーズ世界の用語一覧
- ゼロの使い魔の用語一覧
- 戦場のヴァルキュリアシリーズの用語一覧
- とある魔術の禁書目録の用語
- 中つ国関連の記事のカテゴリー別一覧
- 中つ国関連の記事の一覧
- 中つ国関連の文献一覧
- ニュースピークの単語一覧
- ハリー・ポッターシリーズの用語一覧
- バンプレストオリジナルの用語一覧（スーパーロボット大戦シリーズ他）
- マーベル・シネマティック・ユニバースの設定・用語一覧
- マクロスシリーズの用語一覧
- ONE PIECEの用語一覧

## 架空世界の年表・日付
- 架空の日付
- アサシン クリードシリーズにおける年表
- アドバンスドジェネレーション（機動戦士ガンダムAGE）
- アフターウォー（機動新世紀ガンダムX）
- アフターコロニー（新機動戦記ガンダムW）
- アルダの年表（J・R・R・トールキン）
- インディ・ジョーンズ シリーズの年表
- 宇宙英雄ペリー・ローダンの年表
- 宇宙世紀（機動戦士ガンダム）
- 宇宙戦艦ヤマトシリーズの年表
- エースコンバットシリーズにおける年表
- 英雄伝説 軌跡シリーズの年表
- エイリアン/プレデターシリーズの年表
- 風の谷のナウシカの年表
- 餓狼伝説シリーズの年表
- 逆転裁判シリーズの世界における年表
- 銀河英雄伝説の戦役
- キン肉マンの世界における年表
- グランド・セフト・オートシリーズの世界における年表
- 攻殻機動隊シリーズの年表
- コール オブ デューティシリーズにおける年表
- コズミック・イラ（機動戦士ガンダムSEED）
- サクラ大戦シリーズにおける年表
- ザ・ハウス・オブ・ザ・デッドシリーズにおける年表
- サムライスピリッツシリーズの年表
- ジョジョの奇妙な冒険における年表
- 進撃の巨人における年表
- スター・ウォーズの戦い一覧
- DEATH NOTEの年表
- ドカベンシリーズの世界における年表
- ドクター・フーにおける年表
- ドラえもんにおける年表
- ドラゴンボールの世界における年表
- バイオハザードシリーズの年表
- ハムナプトラシリーズにおける年表
- ハリー・ポッターシリーズの世界における年表
- ファイブスター物語における年表
- ヘイローシリーズの年表
- ポスト・ディザスター（機動戦士ガンダム 鉄血のオルフェンズ）
- マーベル・シネマティック・ユニバースにおける年表
- マキバオーシリーズの世界における年表
- Mafiaシリーズの世界における年表
- 魔法少女リリカルなのはシリーズの年表
- 未来世紀（機動武闘伝Gガンダム）
- メタルギアシリーズにおける年表
- リギルドセンチュリー（ガンダム Gのレコンギスタ）
- 龍が如くシリーズにおける年表
- ONE PIECEの世界における年表